# Astragalus iodotropis
Astragalus iodotropis es una especie de planta del género Astragalus, de la familia de las leguminosas, orden Fabales.

## Distribución
Astragalus iodotropis se distribuye por Irán.

## Taxonomía
Fue descrita científicamente por Boiss. & Hohen. Fue publicada en Diagn. Pl. Orient. ser. 1, 9: 100 (1849).